# Vydědění
Vydědění (zastarale také exheredace z lat. exheredatio) je jednostranné právní jednání fyzické osoby, kterým svému potomku ze stanovených důvodů odejme právo domáhat se i přes závěť svého zákonného dědického podílu nebo jeho části (tedy tzv. povinného dílu). Platným vyděděním ztrácí vyděděný (zcela nebo zčásti) postavení nepominutelného dědice.
Listina obsahující právní úkon vydědění se označuje jako prohlášení o vydědění a vyžaduje splnění stejných formálních náležitostí jako závěť. Jedna listina může obsahovat jak závěť, tak i prohlášení o vydědění.

## Vydědění v současném českém právu
Podle současné české právní úpravy (§ 1646–1649 občanského zákoníku) může zůstavitel vydědit nepominutelného dědice, jestliže
- mu neposkytl potřebnou pomoc v nouzi,
- o zůstavitele neprojevuje opravdový zájem, jaký by projevovat měl,
- byl odsouzen pro trestný čin spáchaný za okolností svědčících o jeho zvrhlé povaze,
- vede trvale nezřízený život nebo
- je tak zadlužen nebo si počíná tak marnotratně, že je obava, že svůj povinný díl pro své potomky nezachová (v tomto případě však lze vydědit pouze tak, že se daný povinný díl určí potomkům vyděděného).

Zákon umožňuje vydědit i k dědictví nezpůsobilého potomka, připouští také vydědění i jen ohledně části pozůstalosti. Dále výslovně zakotvuje, že vydědění se automaticky vztahuje na potomky vyděděného, ledaže zůstavitel určí v prohlášení o vydědění jinak. V prohlášení o vydědění je opět nutné uvést a konkretizovat důvod vydědění. Není-li uveden, je přesto možné, že vyděděný potomek bude z dědictví vyloučen, jestliže se takový zákonný důvod v řízení o dědictví prokáže.

## Předchozí české právní úpravy

### Období do 31. prosince 1950
Podle obecného zákoníku občanského (§ 768–773) mohlo být dítě, vnouče, pravnouče, rodič nebo prarodič vyděděn, jestliže
- zanechal zůstavitele bez pomoci v nouzi,
- byl pro zločin odsouzen k žaláři doživotnímu nebo dvacetiletému,
- vede vytrvale nezřízený život, který se příčí veřejné mravnosti nebo
- jako zůstavitelův předek úplně zanedbal jeho výchovu

a v dalších zákonem stanovených případech (např. donutil zůstavitele sepsat poslední vůli; do roku 1868 i pokud odpadl od křesťanské víry).

### Období od 1. ledna 1951 do 31. března 1964
Podle středního občanského zákoníku (§ 552) mohl zůstavitel vydědit svého neopominutelného dědice, jestliže
- ho opustil v nouzi,
- byl odsouzen pro úmyslný trestný čin nebo
- trvale odpírá pracovat.

Vztáhnout vydědění na potomky vyděděného (jestliže byl vyděděným potomek) nebylo možné.

### Období od 1. dubna 1964 do 31. března 1983
V tomto období institut vydědění neexistoval.

### Období od 1. dubna 1983 do 31. prosince 1991
Zůstavitel mohl podle § 469a občanského zákoníku vydědit svého potomka, jestliže mu v rozporu s pravidly socialistického soužití neposkytl potřebnou pomoc v nemoci, ve stáří nebo v jiných závažných případech.
V listině o vydědění, která také musela jinak splňovat náležitosti závěti, musel být uveden důvod vydědění, a to jak obecným důvodem podle zákona, tak i uvedením konkrétních skutečností, ze kterých vyplývá, že důvody vydědění byly v tomto případě splněny. Opět nebylo možné vydědit i potomky vyděděného.

### Období od 1. ledna 1992 do 31. prosince 2013
Zákon umožnil vydědit potomka, jestliže
- v rozporu s dobrými mravy neposkytl zůstaviteli potřebnou pomoc v nemoci, ve stáří nebo v jiných závažných případech,
- o zůstavitele trvale neprojevoval opravdový zájem, který jako potomek projevovat měl,
- byl odsouzen pro úmyslný trestný čin k trestu odnětí svobody v trvání nejméně jednoho roku nebo
- trvale vedl nezřízený život.

Nově bylo umožněno vydědit i potomky vyděděného, ale tato skutečnost musela být v listině o vydědění výslovně uvedena. Částečné vydědění umožnila až judikatura.